# Vriesea retroflexa
Vriesea retroflexa är en gräsväxtart som beskrevs av Charles Jacques Édouard Morren. Vriesea retroflexa ingår i släktet Vriesea och familjen Bromeliaceae. Inga underarter finns listade i Catalogue of Life.